# Trigonoptera trobriandensis
Trigonoptera trobriandensis är en skalbaggsart som beskrevs av Stefan von Breuning 1948. Trigonoptera trobriandensis ingår i släktet Trigonoptera och familjen långhorningar. Inga underarter finns listade i Catalogue of Life.